# Eunice Ribeiro Durham
Eunice Ribeiro Durham (Limeira, 3 de julho de 1932 – São Paulo, 19 de julho de 2022) foi uma antropóloga, cientista política e professora universitária brasileira. 
Comendadora da Ordem Nacional do Mérito Científico, Eunice foi professora titular da Faculdade de Filosofia, Letras e Ciências Humanas da Universidade de São Paulo (FFLCH-USP) e presidente da Coordenação de Aperfeiçoamento de Pessoal de Nível Superior (Capes). Eunice teve papel importante na criação de políticas de ensino no Brasil.

## Biografia
Eunice nasceu em Limeira, no interior de São Paulo, em 1932. Era filha de José Quirino Ribeiro e Elvira Todescan, aos três anos mudou-se com a família para a cidade de São Paulo. Concluiu seus estudos primários na Escola Caetano de Campos, transferindo-se depois para o Colégio Rio Branco, onde seu pai trabalhava como professor de História. Neste colégio concluiu os estudos do Ensino Fundamental e Médio. Foi por influência do pai que Eunice ingressou no curso de Ciências Sociais da Universidade de São Paulo.
Casou-se em 1956 nos Estados Unidos com o professor John Mitchell Durham Jr, de quem era viúva desde 2008.
Tornou-se uma importante educadora na época em que poucas mulheres chegavam a essa posição e foi afastada de suas atividades durante a Ditadura Militar.

## Carreira
Eunice foi aluna de Florestan Fernandes e assistente de pesquisa de Gioconda Mussolinii. Nesta mesma instituição cursou o mestrado em Ciência Social (Antropologia Social) em 1964 e o doutorado em Ciência Social (Antropologia Social) em 1967, ambos sob supervisão de Egon Schaden. Realizou um estudo sobre migração italiana em São Paulo, tornando-se referência nos estudos em Antropologia urbana. Também se destacou no estudo da "área que explora as mudanças por que passa o Ensino Superior à medida que responde às novas demandas da sociedade do conhecimento".
Fez sua carreira na Faculdade de Filosofia, Letras e Ciências Humanas da Universidade de São Paulo.  Além de ampla produção nas suas duas áreas de formação, também tem exercido papel ativo na discussão da política científica do Brasil.  Foi uma das fundadoras do Centro Brasileiro de Análise e Planejamento, em 1969 e presidente da Associação Brasileira de Antropologia entre 1978 e 1980 e entre 1982 e 1984. Foi presidente da Coordenação de Aperfeiçoamento de Pessoal de Nível Superior (Capes) nos governos Fernando Collor e Fernando Henrique Cardoso, exerceu a vice-presidência da Sociedade Brasileira para o Progresso da Ciência (SBPC) por um mandato e dirigiu o Núcleo de Pesquisas sobre Ensino Superior (Nupes) da USP, núcleo interdisciplinar que entre 1989 e 2005 pautou discussões sobre o ensino universitário brasileiro.
Também ocupou o cargo de Secretária Nacional de Educação Superior do Ministério de Educação em 1992 e Secretária Nacional de Política Educacional do Ministério de Educação entre 1995 e 1997 durante o governo de Fernando Henrique Cardoso e entre 2008 e 2012 foi membro do Conselho Estadual de Educação. Durante essa época, trabalhou com Darcy Ribeiro na Lei de Diretrizes de Bases da Educação Nacional, aprovada em 1996 e que guia a educação brasileira até hoje. Também atuou na criação do Fundef. Em 2005, se tornou pesquisadora-membro do Conselho do Núcleo de Pesquisa de Políticas Públicas, da Universidade de São Paulo.

## Morte
Eunice morreu em 19 de julho de 2022 em São Paulo, aos 90 anos. Seu corpo foi cremado no dia 20 e o velório ocorreu no cemitério e crematório Horto da Paz, no município de Itapecerica da Serra. Sua morte foi lamentada pela Universidade de São Paulo e pelo Centro Brasileiro de Análise e Planejamento.

## Publicações
- A dinâmica da cultura: ensaios de antropologia. São Paulo: Cosac Naify, 2004. ISBN  978-8575033654
- Família e reprodução humana. Rio de Janeiro: Zahar, 1983.
- A reconstrução da realidade. Um estudo da obra etnográfica de Bronislaw Malinowski. São Paulo: Ática, 1978.
- A caminho da cidade. A vida rural e a migração para São Paulo. 2. ed. São Paulo: Ática, 1973.
- Mobilidade e assimilação. A história do imigrante italiano num município paulista. São Paulo: IEB, 1966.
- A difusão do Adventismo da Promessa no Catulé. São Paulo: Anhembi-INEP, 1957 (com Eunice Todescan Ribeiro).

## Prêmios
- 1996 - Ordem do Rio Branco - Grande Oficial, Ministério de Relações Exteriores
- 2000 - Ordem Nacional do Mérito Educativo, ao grau de Grande Oficial, Presidência da República.
- 2001 - Medalha Capes 50 anos - Honra ao mérito, CAPES - Coordenação de Aperfeiçoamento de Pessoal de Nível Superior.
- 2001 - Ordem Nacional do Mérito Científico - Comendador, Ministério da Ciência e Tecnologia.[14]
- 2002 - Professor Emérito, Faculdade de Filosofia, Letras e Ciências Humanas - USP.
- 2004 - Medalha de Mérito Roquette Pinto - Aba 50 anos, Associação Brasileira de Antropologia.
- 2011 - Homenagem a Mestres das Ciências Sociais, Núcleo de Pesquisa de Políticas Públicas da USP.